# Rayonnement epsilon
Pour les articles homonymes, voir Epsilon (homonymie).
Le rayonnement epsilon, découvert par Joseph John Thomson, est un rayonnement tertiaire causé par une rayonnement secondaire (par exemple, le rayonnement delta). Les rayons epsilon sont un rayonnement d'électrons. Le terme est très rarement utilisé aujourd'hui.